# ホルムの戦い
ホルムの戦い（ドイツ語: Schlacht um Cholm）、あるいはホルム包囲戦（ドイツ語: Kessel von Cholm、ロシア語: Холмский котёл）とは、第二次世界大戦中の東部戦線で起こった戦いである。1942年1月18日、ドイツ国防軍占領下のホルムに対する赤軍パルチザンの攻撃から始まり、数日後には赤軍主力が到着、市街を包囲下に置いた。この包囲はおよそ3か月間続き、1942年5月にドイツ空軍の航空支援によって守備隊は包囲を破り主力との連絡を確保した。
ホルムの戦いは東部戦線においてドイツ軍が戦った最初の包囲戦であった。戦闘の後、ナチス・ドイツ政府ではこの戦いをドイツ軍人による英雄的な闘争の一つとしてしばしば宣伝した。

## 背景

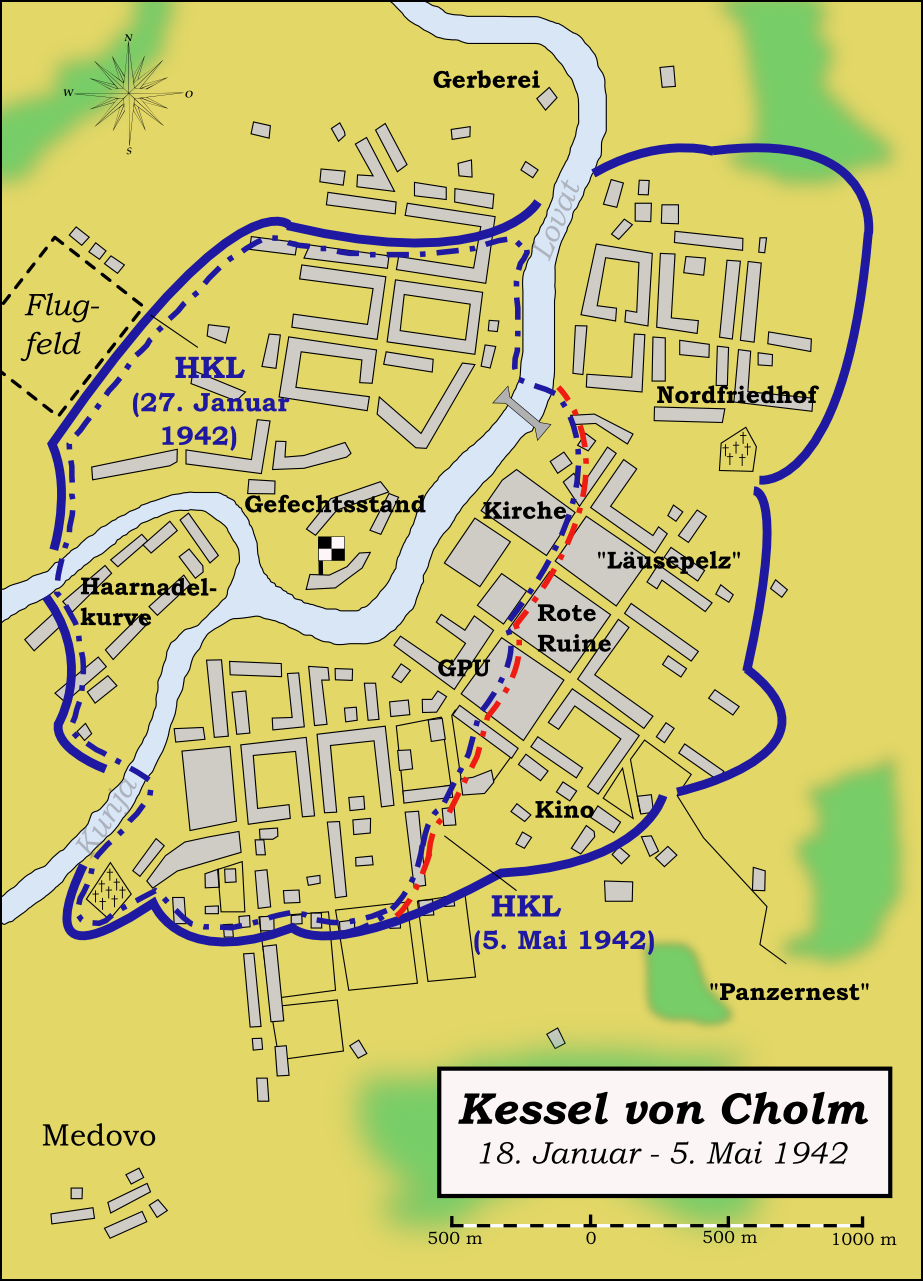
包囲されたホルムの地図。実線は1月27日段階の、破線は5月5日段階の主防衛線(HKL)。建物の名称はいずれもドイツ軍守備隊による通称。
鞣革工場(Gerberei)、
北部墓地(Nordfriedhof)、
飛行場(Flugfeld)、
戦闘団司令部(Gefechtsstand)、
教会(Kirche)、
「シラミの毛布」(Läusepelz)、
赤い廃墟(Rote Ruine)、
ゲーペーウー収容施設(GPU)、
ヘアピンカーブ(Haarnadelkurve)、
映画館(Kino)、
戦車の巣(Panzernest)、

ホルムはノヴゴロド州の南部に位置する湿地に囲まれた都市で、1942年当時にはおよそ6100人の住民が暮らしていた。ロヴァチ川とクーニャ川の合流地点にあたること、また交通に難のある湿地を避けてスタラヤ・ルーサとトロペツを結ぶ重要な都市として、独ソ両陣営により軍事的要衝と見なされていた。1941年8月3日にはレニングラード攻撃の一環としてドイツ陸軍が占領し、これ以降はレニングラード方面で戦うドイツ国防軍にとって唯一の大規模な補給拠点と見なされるようになる。ホルムにはドイツ軍を支援するべく軍属や非戦闘員が大勢送り込まれており、散発的に発生した赤軍パルチザンや赤軍敗残兵の襲撃から彼らを守るべく第281保安師団が駐屯していた。元警察将校のテオドール・シェーラー少将が率いる同師団は、その編成に予備警察大隊を含むなど後方治安維持・保安任務に特化した部隊であり、対戦車砲などは配備されていなかった。
1941年12月のモスクワ攻撃失敗によってドイツ軍の進撃は滞り、1942年1月には赤軍総司令部（スタフカ）が反転攻勢命令を発動した。これに基づき、赤軍は1942年1月8日よりドイツ北方軍集団第16軍が展開する戦線右翼側のイリメニ湖方面への攻勢を開始し、数日を掛けて戦線の拡大を図った。ドイツ陸軍総司令部ではイリメニ湖周辺の断固死守を大前提として、新たな北方軍集団司令官に任命されたゲオルク・フォン・キュヒラー上級大将に中央軍集団との合流を図らせたが、赤軍は徐々に第16軍の包囲を進めていった。1942年1月18日、ホルムの防備を増強するべく第218歩兵師団及び第39装甲軍団が派遣される。ただし、第39装甲軍団はデンマークからの再配置が予定より大幅に遅延したため、最終的にその一部が1月28日の戦いに参加するに止まった。

## 戦闘の推移

### パルチザンの大攻勢
赤軍による大攻勢が始まると、レニングラード方面に展開していたドイツ軍部隊はロヴァチ川に沿って撤退を強いられた。1942年1月17日の戦闘後には敗残兵を糾合した連隊程度の規模を有するドイツ軍の戦闘団がホルム東部に到達し、守備隊への合流を図っている。
1月16日、赤軍第3打撃軍のマクシム・プルカエフ大将は上級司令部より「19日までにホルムを確保せよ」との命令を受ける。この命令に基づくホルム攻撃の作戦は、北西正面軍参謀長ニコライ・ヴァトゥーチン中将が立案した。ヴァトゥーチンの作戦では、まずはニコライ・ヴァシリエフ中佐指揮下の第2レニングラードパルチザン旅団が1月17日夜間から18日にかけて市街を確保し、正規軍の到着まで保持することとされていた。ソ連当局の発表では、ホルムを中心とした半径80km以内にはおよそ800人から1000人の戦力で構成される8つのパルチザン部隊が存在していたという。
パルチザンの総攻撃を控えた1月17日夜、赤軍の第33狙撃兵師団が市街からおよそ20～25kmほど東の集落に展開し、ホルムに到る主要な交通を全て寸断した。本来ならば第146戦車大隊などがこれを援護する予定であったが、当時の赤軍が抱えた兵站面の問題のため、同戦車大隊はホルムに辿り着くことなく燃料不足で落伍していた。
1月18日午前4時、赤軍パルチザンおよび赤軍はホルム市街に対して3方向からの攻撃を行ったが、要塞化された防御陣地を突破するべく西側からの攻撃に特に重点を置いていた。この攻撃はドイツ国防軍総司令部(OKW)にとっても注目に値するもので、「ホルムに対する強大なパルチザンの攻撃」として司令部日誌に記録されている。またホルムに対する攻撃は、ソ連側にとっても史上最大級のパルチザン活動であったとされる。ホルム西側のドイツ軍部隊は11時までに市街中央へ向けて撤退し、「教会」や「ゲーペーウー収容施設」などに立て篭もり頑強な抵抗を続けた。一方、ホルム東側では第33狙撃兵師団がドイツ軍の激しい抵抗に直面していた。やがて弾薬欠乏に陥った第33狙撃兵師団は同日夕方までに撤退し、赤軍の市街突入およびパルチザン部隊との合流は失敗した。その後も赤軍敗残兵とパルチザン残党による散発的な攻撃が行われたが、いずれも1月21日までに沈静化して市街は維持された。

### 市街包囲

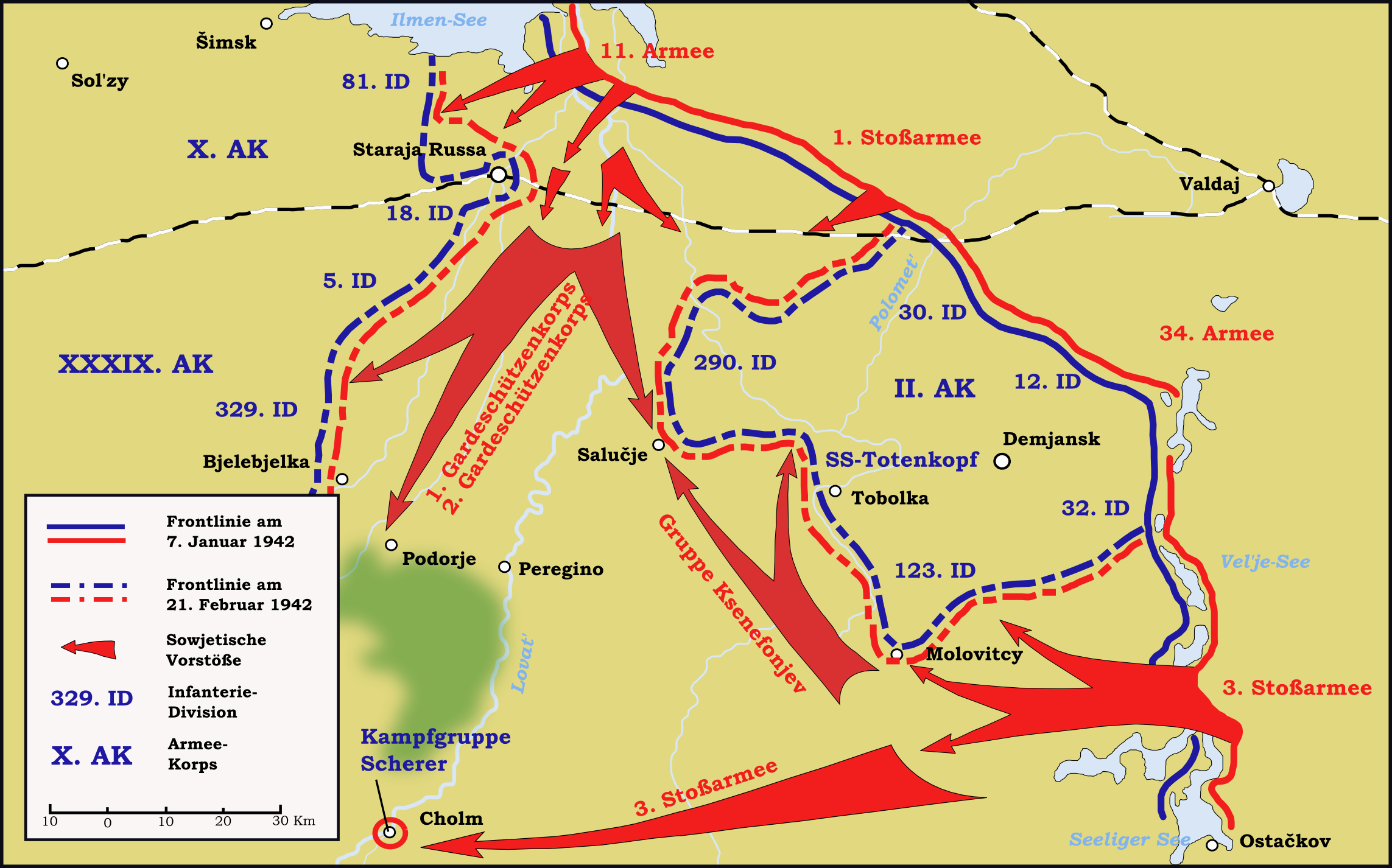
1942年1月7日から2月21日、赤軍によるイリメニ湖南方への攻撃とデミャンスク包囲。実線は1月7日段階の、破線は2月21日段階の前線

1942年1月19日夜、市街の包囲が進む中で第281保安師団長テオドール・シェーラー少将がホルム周辺に展開する全部隊の指揮を引き継ぐ。同師団は北方軍集団の元でパルチザン狩りなど後方保安を担っていた部隊で、戦闘任務を担うには装備・兵力の両面で完全に不足しており、早急な強化が必要だと考えられていた。しかしシェーラーと師団本部は半ば包囲された市街に留まっていたため、補強には付近に点在する各部隊から抽出された雑多な戦力を充てるほかになかったのである。こうしてシェーラーの下に集った戦力は、第65警察予備大隊のうち3個中隊、第385歩兵連隊の一部、寄せ集めの3個歩兵中隊、そして軍属及び非戦闘員で、彼らはシェーラー戦闘団(Kampfgruppe Scherer)と呼ばれるようになった。当初の戦力はおよそ3500人だったが、やがてレニングラード方面からホルムへ撤退してきたドイツ軍敗残兵を糾合し、シェーラー戦闘団は徐々に拡大を続けた。これらの敗残兵で1個歩兵連隊が編成された他、第8猟兵コマンド(Jagd-Kommandos 8)が合流を果たしている。
1月20日には赤軍の主力として第257狙撃兵師団及び第31狙撃兵旅団がホルム南部の廃墟化した郊外に到達し、第33狙撃兵師団と共に包囲を進めた。
1月21日、南側及び南西側から第33狙撃兵師団による大規模な攻勢が行われ、第73及び第82狙撃兵連隊がホルム市街西部とロヴァチ川にかける橋を占領する。シェーラー戦闘団の司令部が設置されていた市街西部には大量の弾薬や物資が集積されていたが、この攻勢による撤退で大半が遺棄され、状況はドイツ軍にとってより厳しいものとなった。
1月22日までにホルムは赤軍による完全な包囲下におかれた。

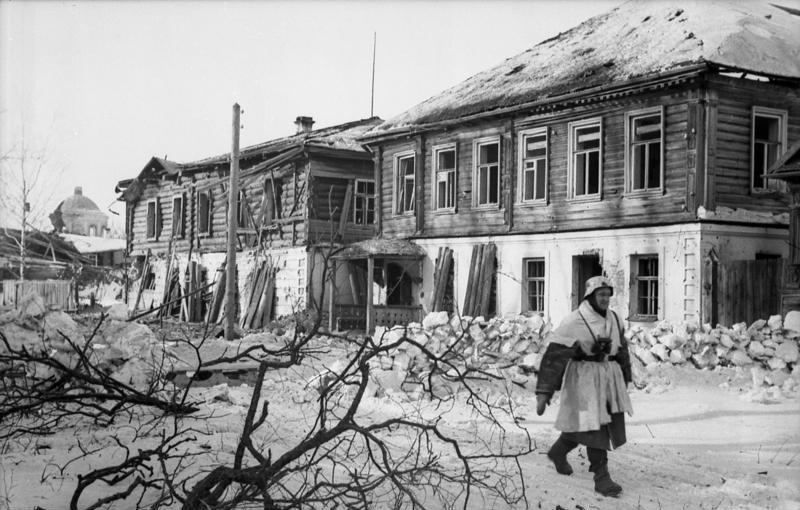
破壊されたホルムの居住区域

1月23日、包囲完成の次の日になって、ようやく燃料供給を得た赤軍第146戦車大隊から13両の戦車(T-34戦車2両、T-60戦車11両)が派遣された。しかし何らかの理由で、市街東部への攻撃には11両のT-60戦車のみが参加した。いずれにせよ対戦車装備を一切有せぬドイツ軍守備隊にとって、戦車の存在そのものが大きな困難となっていた。ドイツ軍守備隊では主要な道路をバリケード及び少数の地雷をもって封鎖し、収束手榴弾などでこれを迎え撃った。
1月25日、ドイツ軍守備隊の状況はさらに悪化した。食料集積所で火災が起こり、戦闘団が有する食料の半分以上が焼失したのである。その頃、ホルム郊外西部では、ドイツ軍部隊が集結を図っていた。第218歩兵師団を主力としたドイツ軍部隊はホルスト・フォン・ウッカーマン少将の元で統合され、ホルム救援を任務とするウッカーマン戦闘団(Kampfgruppe Uckermann)を編成した。1月26日、ウッカーマン戦闘団は赤軍第44砲兵連隊による激しい砲撃に晒されつつ、第73狙撃兵連隊が展開する南西方面の前線を突破して一時的に包囲を破った。すぐに赤軍の逆襲が始まったが、再び包囲が閉じる直前に第10機関銃大隊（約200名）が包囲下のシェーラー戦闘団の元に送り込まれた。その後も同様の戦術によって少数の突撃砲が市街へ送り込まれた。27日から28日には再び包囲が為されたものの、ウッカーマン戦闘団による補強が功を成し、シェーラー戦闘団は市街北西部の飛行場奪還に成功したのである。赤軍第162狙撃兵連隊はこの飛行場を巡る戦いで大打撃を受け、兵力はわずか312人まで激減したという。1月末までホルム救援を巡る戦いは続き、1月31日には再びウッカーマン戦闘団がホルムから10〜15kmまで接近、シェーラー戦闘団を救援するべく突撃を敢行した。しかしこの動きを察知した第3打撃軍司令部は第45狙撃兵旅団を急行させ、ウッカーマン戦闘団の攻撃を阻止している。
この段階で、赤軍第33狙撃兵師団の各連隊はいずれも200人から300人といった大きな損失を負っており、2月1日になると赤軍の攻勢は一時的に中止された 。1942年1月18日から28日にかけて、シェーラー戦闘団は6回の攻撃、15回の反撃、20回の突撃、数回の哨戒部隊との遭遇戦を行った。赤軍による攻撃は合計27回に昇り、その内7回は戦車によって援護されていた。こうした度重なる戦闘によってシェーラー戦闘団は大きな損害を被り、重傷者を除くと戦闘団の残存戦力は約30人の将校と約250人の下士官、約1000人の兵卒であった。

### 「ケッセル」の戦い
包囲完成前後の1月下旬には軍集団からの援軍に加えて敗走した敗残兵や軍属が合流していたため、シェーラー戦闘団の正確な規模は分かっていない。資料ではしばしば「およそ3,500人の戦力で包囲下に留まった」と述べられるが、飛行場確保の直後に空路での救援が試みられ、最初の輸送機では規模不明の援軍が合流している。さらに戦闘中の損失なども正確には記されていないため、ホルムにおける戦闘団の実際の兵力を辿ることは難しい。ただし、後にホルムの戦いを記念してシェーラー戦闘団の将兵に贈られたホルム盾章の受章者は5,500人と記録されており、包囲直前にはおよそ同等の規模まで拡大していたと思われる。1942年1月の戦闘が終了した段階で、ホルムの守備隊には第218歩兵師団第397歩兵連隊及び第392歩兵師団第553歩兵連隊、及び第123歩兵師団の一部が再編した上で増援として派遣されている 。さらに再編された敗残兵などの雑多な小部隊に加え、少数の舟艇を有するドイツ海軍河川舟艇部隊までもが包囲下に留まっていた。第281保安師団本部の指揮下でシェーラー戦闘団の一部としてホルムに留まった将兵らの原隊は、およそ60部隊にものぼったとされる。

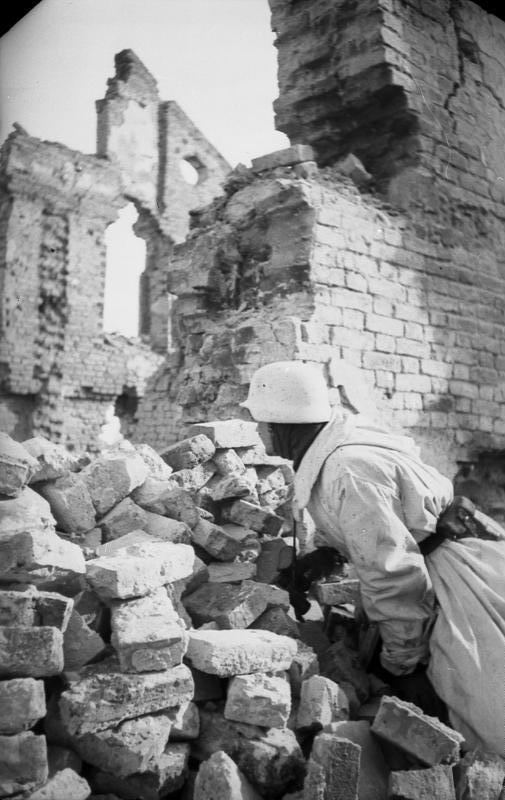
「赤い廃墟」の中を進むドイツ兵

これらの戦力がおよそ1.5〜2平方kmの範囲をケッセル(Kessel, ドイツ語でやかん。転じて包囲下で孤立した拠点の意)として確保していた。こうした比較的狭い範囲を守備する場合、いかなる方向からの攻撃に対しても各部隊が迅速に協同して応戦できるという利点がある。反面、全域が赤軍砲兵隊の射程に収められているため、常に砲撃によりケッセル全体が破壊される可能性を孕んでいた。そのため、シェーラー戦闘団は多大な犠牲を払いながらも反撃を行い、砲撃を妨害しなければならなかった。
ドイツ側だけではなく赤軍側も、投入戦力の規模について不透明な部分が残っている。理論的には、第3打撃軍のうちおよそ23,000人の赤軍将兵がホルム攻略のために投入されたとされているが、実際には一部の部隊がホルムに到達できなかった上、損失や補給・補充についても明確な情報は残されていない。確実に言えるのは、第3打撃軍は当時デミャンスクでもドイツ軍を包囲して激戦を繰り広げており、また軍主力部隊がヴェリーキエ・ルーキへ展開していたため、プルカエフ将軍がホルムに派遣できた戦力は極めて限られていたということである。兵力を火力で補うべく戦車隊も派遣されたが、湿地や市街地という現地の環境もあり、極めて限られた運用に留まった。さらにシェーラー将軍が恐れていた赤軍第44砲兵連隊も、実際には度重なるドイツ軍の妨害と深刻な砲弾不足により、もはや主力の突撃に対して十分な支援を実現することは不可能となっていた。すなわち、ホルムの包囲が完成した段階で、プルカエフ将軍には歩兵同士の白兵戦をもってしてシェーラー戦闘団に挑む以外の選択肢は残されていなかったのである。

#### 空輸

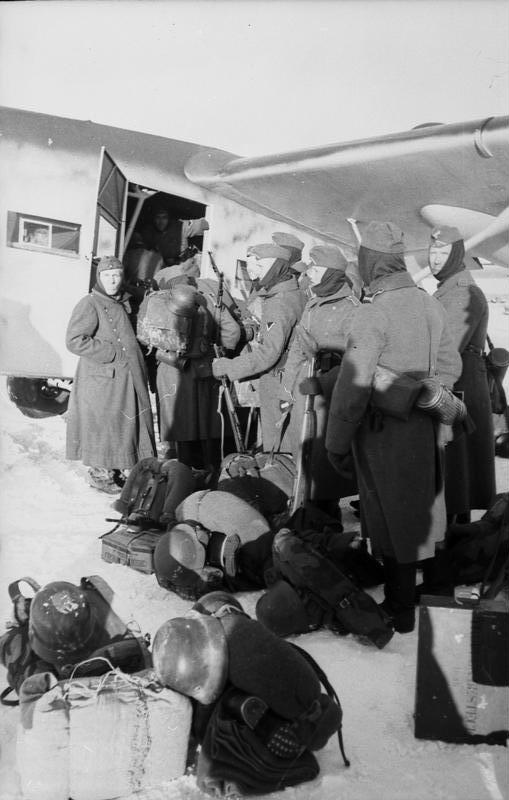
ホルムへ向かうGo242重グライダー

2月初頭にはホルムのドイツ兵に向けて、航空機による物資空輸が始まった。ケッセルの西部には200x300m程度の広さを持つ小さな飛行場があったが、定期的に赤軍によって砲撃を受けていた。当初は第172特別爆撃航空団(Kampfgeschwaders z.b.V. 172)および状況によっては第4特別戦闘航空団(Kampfgruppe z.b.V. 4)所属のJu52輸送機により兵員及び物資を空輸していた。しかし、こうした輸送手段は大きな損失を被った。2月3日、飛行場で荷下ろししていた3機の輸送機が赤色空軍の爆撃機によって地上で破壊されたのである。また、この頃に第3打撃軍作戦部長セミョーノフ将軍は、第44砲兵連隊の政治委員ポドコフリキン中尉に対して、砲弾僅かな2門の76mm砲を飛行場東の森に移動し飛行場を砲撃するように命じたといわれている 。最終的に爆撃航空団が保有する7機の輸送機のうち5機が失われたが、それでもほぼ一週間後の2月9日には再び空輸を行う必要があったため、ドイツ空軍は別の手段を講じなければならなかった。そしてドイツ空軍では爆撃機を用いた物資投下、すなわちV爆撃(Versorgungsbomben, V-Bomben)に戦術を転換したのである。第4及び第53爆撃航空団所属のHe111がこれを担当し、後には兵員を投下するためにGo242やDFS230などのグライダーも参加した。物資の投下は滞りなく行われたが、ケッセルでは何れの物資よりも兵員が不足していたにもかかわらず、グライダーによる兵員投下は搭乗員の安全確保が難しく安定した戦力補充が行えなかった。そのため、大きな損失を被ったとしても、また不定期な運用を余儀なくされるとしても、ドイツ空軍はJu52による兵員の空輸を再開しなければならなかった。

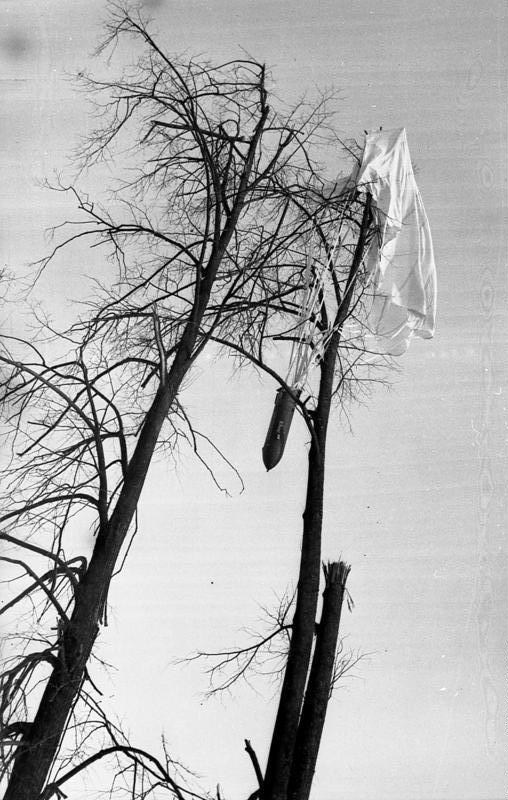
木に引っ掛った物資投下用コンテナ（V爆弾）

V爆撃の欠点としては、V爆弾（物資投下用コンテナ）が風や川の流れでソ連側陣地に漂流する可能性が非常に高かったことが挙げられる。これらを回収するため、ドイツ軍では夜になると捜索部隊を編成して投下地点に派遣する必要があった。到着時に赤軍がV爆弾の回収を試みていた場合、彼らは榴散弾によってこれを阻止することとされていた。また1つの問題は、この補給方法が天候によって繊細に左右されたことである。したがって、ドイツ軍守備隊が得られたのは1か月間に必要な物資のほんの一部で、弾薬類に至ってはV爆弾が地面と衝突した衝撃で爆発することさえあったという。最終的に約7000回のV爆撃が包囲下のシェーラー戦闘団の元に届いた。彼らにV爆弾を投下すべく400m以下の低空飛行を余儀なくされたHe111も、そのために大きな損失を被った。1942年2月初頭には3機の爆撃機が損傷を受けソ連戦線の後方に不時着している。最終的に、ホルムへの補給のために55機（27機のJu52と28機のHe111）の航空機が失われた。
また投下を繰り返すうちにグライダーの搭載容量は想定よりも随分と大きいことが判明したが、投下の可否はやはり天候に大きく左右された。グライダーで市内に投下されたもののうち、特に重要とされたのは、対戦車砲(Pak)1門、高射砲(Flak)1門、重迫撃砲1門、無線器機1セット、軍医1名、砲兵将校1名と19人の砲兵、などであった。またグライダーがケッセル内への着陸すると、操縦士など合せて3名の空軍将兵も戦闘要員としてシェーラー戦闘団に合流した。やがて飛行場が陥落しても、シェーラー戦闘団は市街大通りを臨時飛行場として確保し、グライダーの投下は続けられた。大通りの臨時飛行場が陥落すると大型のGo242が着陸できる地点こそ失われたが、より小型なDFS230の投下はV爆撃と共に続けられた。最終的に80機のグライダーによって200トン以上の物資が投下された。

#### 「ケッセル」内の状況

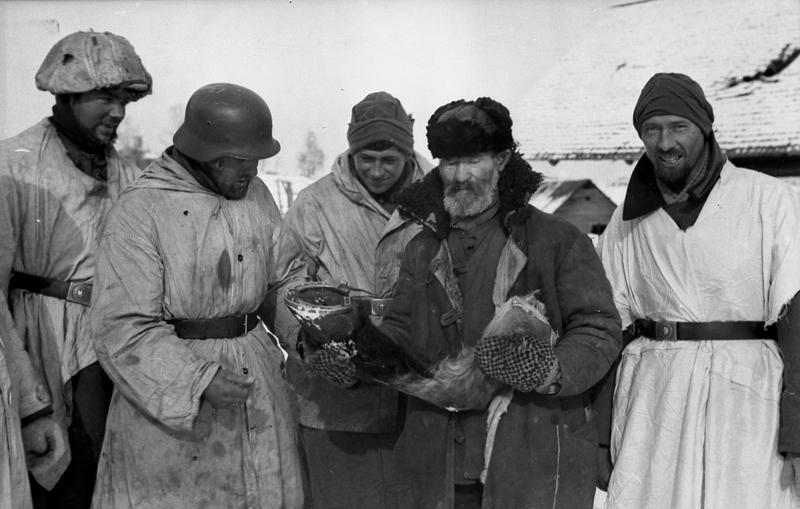
屠殺した軍馬の脚を持つホルムの市民とドイツ兵

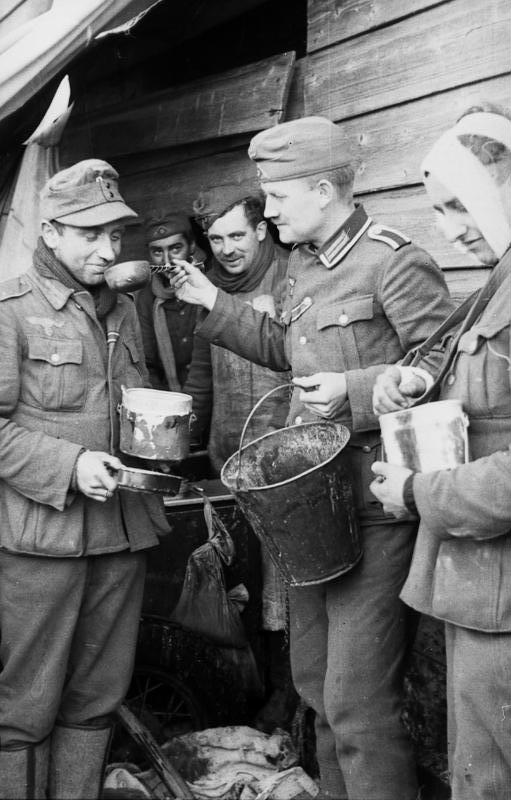
主計課員から食料を受け取るドイツ兵

ホルムに篭城するドイツ兵は2つの悪条件に苦しめられた。すなわち厳しい気象条件と食糧不足である。1942年2月、ホルムの気温は-40℃〜-46℃を記録した。多くのドイツ兵は凍傷に晒されたが、コートなどの冬季装備は致命的に不足しており、彼らにはグライダーによる装備の追加空輸を待つことしか出来なかった。3月中旬になっても冬の嵐が吹き荒れ、気温はしばしば-30℃を下回った。また食糧供給は不安定なV爆撃に依存しており、各将兵に対する日々の支給量は非常に少なかった。これは食料は可能な限り回収されていたものの、何度も集積所が砲撃で破壊されたことに起因する。3月末までにほぼ全ての使役動物が食料として屠殺されたが、戦闘団本部から馬50頭のみはグライダーを牽引するために維持する旨が厳命されていた。さらに4月になると、兵士1人に対する食料配給は1日あたりわずか300gのパンのみとなった。

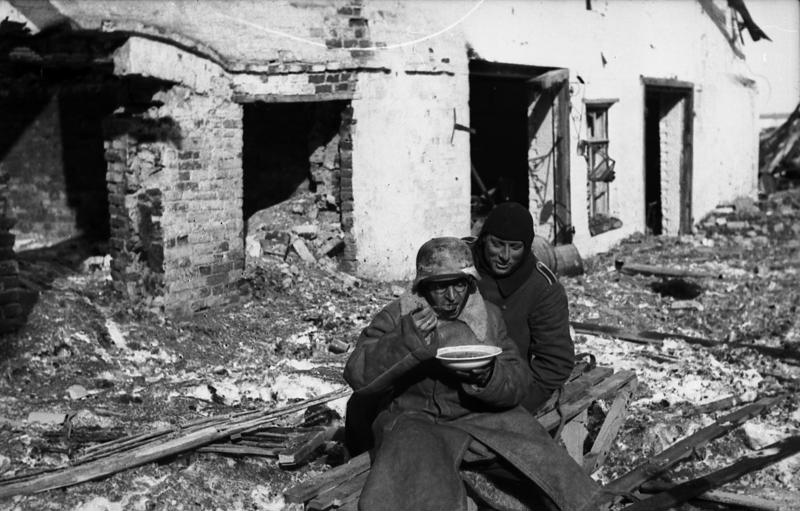
廃墟でスープをすするドイツ兵

包囲下のドイツ兵や軍属は接収した民家の地下室や退避壕で生活していたが、衛生状況は極めて劣悪であった。結果としてチフスが流行し、ワクチンの空輸も試みられたものの、4月上旬までに約400人が罹患した。2月8日には500人以上の傷病兵をJu52で脱出させる計画が立てられたが、結局は中止された。その後、彼らは野戦病院を設置して傷病兵を集結させようとした。しかし移動の際には激しい銃砲撃に晒されたため、各部隊が生活している市内各所の地下室や退避壕で保護することとされた。「ヘアピン団地」には大きな広場があったため、主要な18つの家屋全てが破壊された後も傷病兵の集結地点として保持され続けた。最終的に包囲下に残った者のうち、およそ3分の2が傷病者となった。3月15日に市街北部へ配置された将兵300人のうち、健康な者はわずか160人だったという。しかし深刻な兵力不足に陥っていた戦闘団は傷病兵で予備隊を編成し、引き続き戦闘に参加させた。

#### 戦況の変化

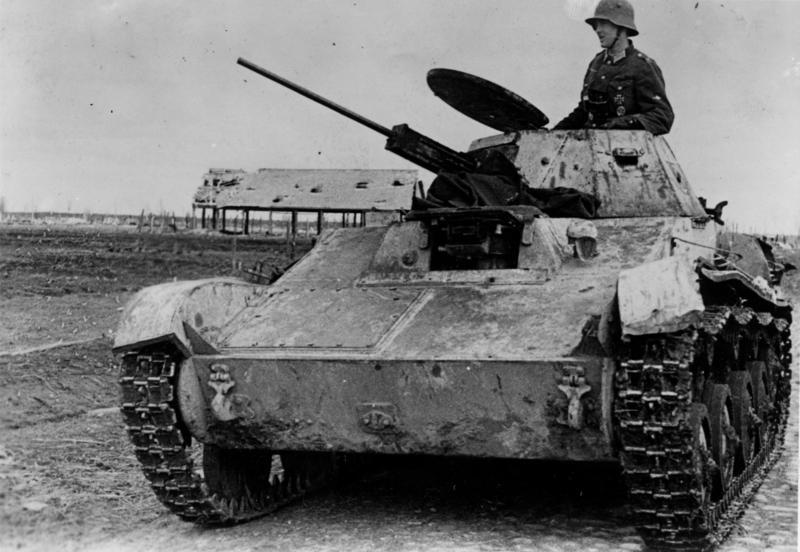
T-60戦車を鹵獲したドイツ兵

赤軍第3打撃軍はホルムの南に位置する都市トロペツを占領し、ヴェリーキエ・ルーキへの攻勢を発動した。しかし、2月下旬には戦闘正面が200km以上に広がったため、赤軍の攻勢は急速に勢いを失った。そのため、第3打撃軍では一部の戦線を明け渡すことを余儀なくされた。ホルムは交通の要衝ではあったものの、司令部では2月8日からドイツ軍6個師団を包囲しているデミャンスクにおける包囲戦が優先された。デミャンスクでドイツの戦争計画を破綻させることが、最終的にホルムを確保するためにも重視されたのである。
ホルムは依然として赤軍の激しい砲撃下にあったが、攻撃そのものは1月に比べて規模を縮小していた。プルカエフ将軍は第391狙撃兵師団を合流させて第33狙撃兵師団を補強し、2月13日の金曜日、ホルムのケッセルを中心とした同心円状に展開して再び総攻撃を開始した。この攻勢に際して、ドイツ軍守備隊にとっての焦点は、市街における重要拠点の1つと見なされていた「ゲーペーウー収容施設」であった。北西部ではある部隊が赤軍から照準器の故障した赤軍の野砲を鹵獲した。この野砲は収束手榴弾や少数投下されていた対戦車ライフルを除けば、当時の守備隊ではほぼ唯一と言ってもいい強力な対戦車火器で、彼らは戦車での攻撃が予想される市街東部への移動が命じられた。2月19日、シェーラー将軍は降下猟兵中隊の投下を強く要請した。彼はまた、この投下が無ければ防衛に責任を持てないと述べた。陸軍総司令部を通じて要請を受け取った空軍は降下地点の安全を確保できないとしてこれを断念し、代わりに空軍野戦師団第1空軍野戦連隊第3大隊を派遣した。このように随時の補強を受けていたからこそ、ドイツ軍守備隊は2月26日まで赤軍の攻撃を撃退し続けることができたのである。

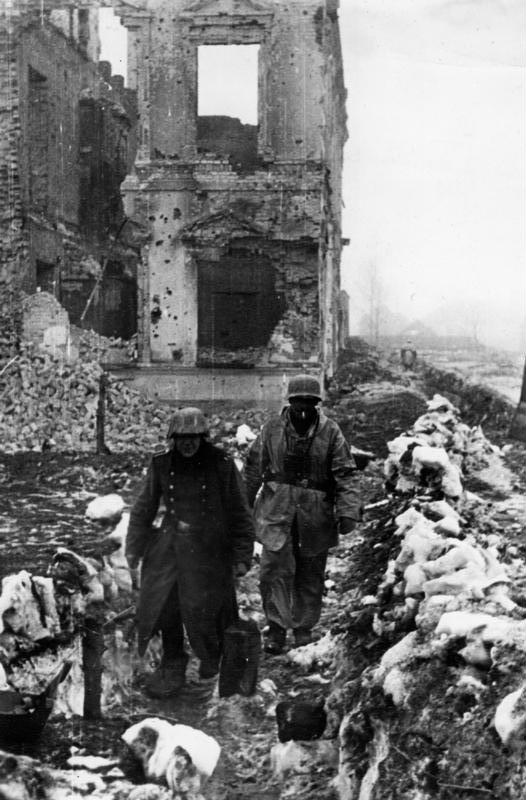
ホルムの廃墟を歩くドイツ兵

次の週には大規模な攻撃は行われなかったものの、赤軍戦車隊はドイツ軍による反撃や投下された物資の回収を妨害しつづけており、市街への砲撃も止むことはなかった。一方で、ケッセルのドイツ軍は投下された無線機によって空軍の急降下爆撃機による航空支援を受けられるようになった。さらに12km遠方に陣取ったドイツ軍砲兵隊も、救援部隊の突入の際に支援砲撃を行っている。これらの航空部隊が砲兵隊と協同して着弾観測を行うこともあった。こうした航空部隊や砲兵の活動はいずれもケッセル内の戦闘団司令部によって統括された。

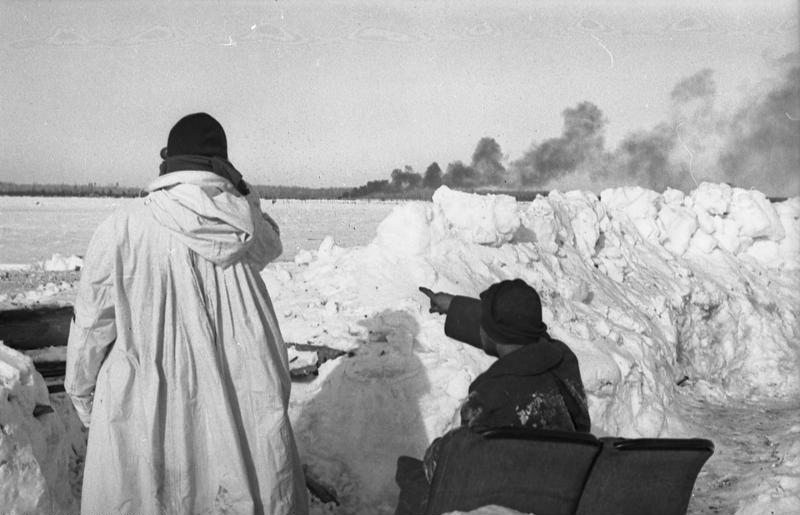
雪の遮蔽壁から前線を望む2人のドイツ兵

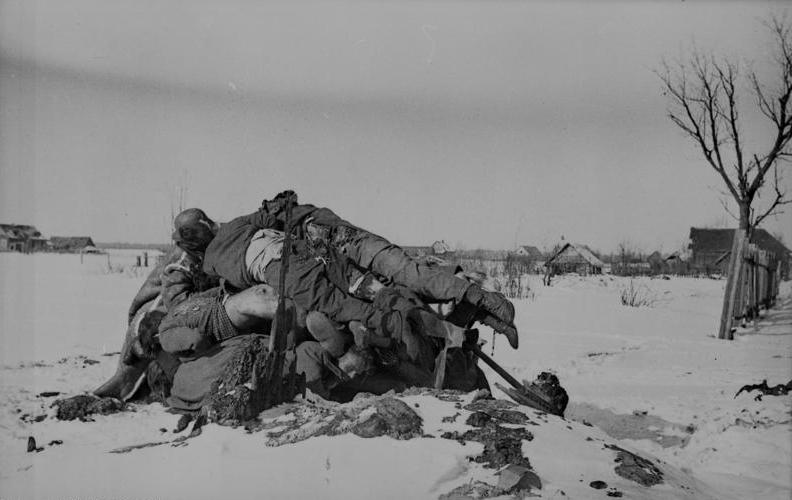
土嚢代わりに積み上げられた死体

2月に入り土壌の凍結が進むと、塹壕や指揮所などの野戦築城は極めて難しくなった。また兵士が生活していた地下室や退避壕も雪解け水による浸水に晒された。彼らは塹壕を掘る代わりに、雪を積み上げ1m程度の遮蔽壁を作り上げ、埋葬されぬまま硬く凍りついた戦死者の遺体も土嚢の代用品として使用された。赤軍は雪と共に進軍を開始し、ホルム周辺の湿地帯が凍りつくと再び戦車隊の投入が試みられた。1942年3月中旬までに、赤軍は市街北東部の「北部墓地」と周辺の石造家屋9棟を占領した。3月末になると土壌の融解が始まり、独ソ両軍ともが雪によって築城されていた一部の遮蔽物や陣地を喪失した 。また市街を流れる河川の融解により、ドイツ軍の各部隊は分断されてしまった。
こうした気象条件がドイツ軍守備隊へ悪影響を与えていることを察知した赤軍は、4月中旬に再び大規模な攻勢を行った。砲兵及び戦車隊による全面的な援護の元、攻勢主力は市街北部及び北東部に殺到した。赤軍はさらに市街の一部を占領し、シェーラー戦闘団はこの戦いでおよそ500人の将兵を喪失した。4月後半の情勢は比較的落ち着いていた。
なお、4月中には当時開発されたばかりだったMKb42(H)突撃銃の試作品50丁のうち35丁がホルムに投下されたとされる。

#### 救援攻撃

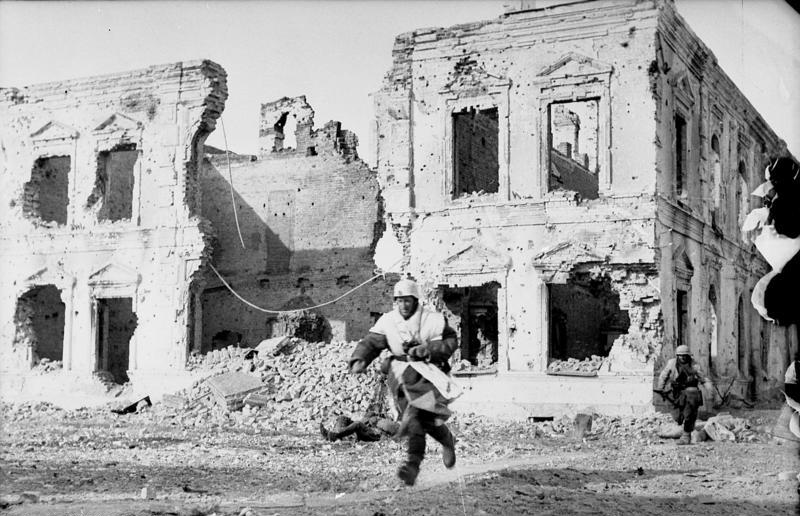
銃撃下の大通りを走り抜けるドイツ兵

ホルムが包囲された後も、北方軍集団司令部は速やかな解決を図る事が出来なかった。北方軍集団では戦線全体が赤軍の攻勢下にあり、1942年2月以降はデミャンスク及びヴォルホフの戦いが深刻な局面を迎えていた。軍集団が有するわずかな予備戦力はこれらの救援に充てられており、ホルムへの救援攻撃を行える部隊は、現地で臨時編成されていたウッカーマン戦闘団だけだった。3月5日、軍集団司令部が主導する救援攻撃が行われたが、-40℃という気象条件によって失敗に終わり、彼らは赤軍砲兵隊による砲撃で多数の死傷者を出した。1942年3月20日、ヴィクトル・ラング大佐(Viktor Lang)が第218歩兵師団長の職を引き継ぎ、救援部隊の指揮官となった。以降、救援部隊はラング集団(Gruppe Lang)と呼ばれるようになる。4月中旬からラング集団はしばしば赤軍部隊によって襲撃を受けた。4月末には再びケッセルへの救援攻撃が行われた。
この頃までに救援攻撃の主力である第218歩兵師団は、第122歩兵師団第411歩兵連隊および第184突撃砲支隊によって補強されていた。これに対して赤軍は、ラング集団によるケッセルへの接近そのものを阻止することで応じた。4月30日夜、ケッセル全域に対して赤軍砲兵隊による集中砲火が行われた。砲撃は5月1日午前3時45分に再開され、午前5時45分から全方向に展開する赤軍による一斉攻撃が発動された。

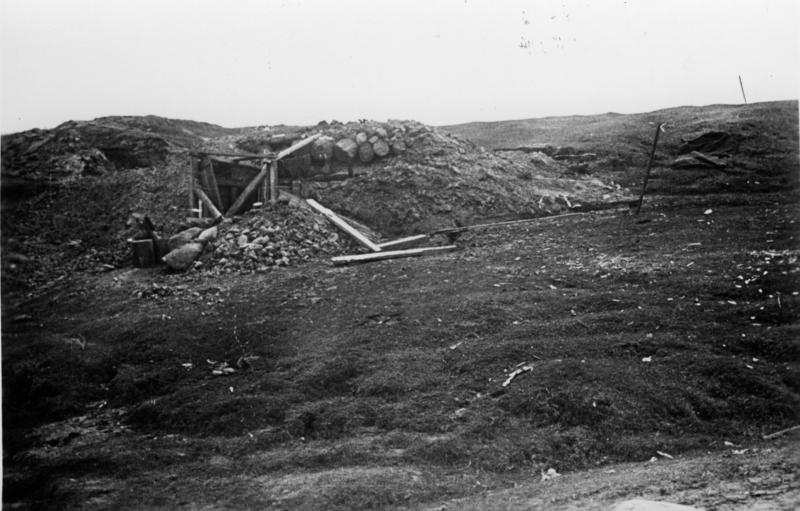
1942年5月、ホルム郊外のドイツ軍前哨地点

5月1日朝、市街東部に設置されたドイツ軍対戦車陣地では赤軍の歩兵部隊および5両の戦車を確認した。また市街北西部の「鞣革工場」からは5両の戦車が進出し、さらに飛行場西側からは歩兵による一斉突撃が行われた。赤軍はドイツ軍が拠点化していた「赤い廃墟」、「教会」、「ヘアピン団地」に対して砲撃を加え、同時にドイツ軍の主弾薬集積所を破壊した。北西部からの攻撃は午前7時までに撃退されたが、東部では依然として激しい戦いが続いていた。東部の守備隊は対戦車砲などで抵抗したものの午前9時までには弾薬不足のために撤退し、赤軍戦車隊の防衛線突破を許してしまった。シェーラー将軍はラング集団による救援攻撃を援護するべく、航空支援を要請した。その後、急降下爆撃による支援が行われると共に、グライダーによる対戦車砲の投下が行われ、赤軍戦車隊は市街東部で再び足止めされた。12時45分、シェーラー将軍は攻勢の撃退を宣言したが、その後も砲撃による被害は続いた。この5月1日の戦いだけで、およそ2平方kmのケッセルの中におよそ1500発の榴弾が撃ち込まれた。また戦後の研究では、ホルムにおけるドイツ：ソ連の戦力差は1：6にものぼったとされる。
5月2日、赤軍は再び支援砲撃を受けつつ攻撃を行った。しかしその規模は1日の攻勢より劣っており、結局は8両の戦車が守備隊を砲撃するに止まった 。5月3日に試みられた攻勢で赤軍はようやくケッセルの守備を切り崩し、市街の一部を確保することに成功したが、それと引き換えに数百人の兵士と13両の戦車を失っている。ラング集団は同日夕方までにケッセルから2kmほどの位置にあるクセムキノ(Kusemkino)の集落に到達したものの、5月4日には赤軍による激しい妨害が行われ、守備隊との合流は阻止された。

## 包囲の崩壊
5月5日午前6時20分、ラング集団のオスカル・フォン・ホーヘンハウゼン中佐が指揮する突撃砲を主力とした突撃部隊により赤軍包囲部隊の一部が撃破され、防衛線の穴からラング集団が市街へ突入した。こうして105日にわたる赤軍の包囲は崩壊したのである。16時10分には電話線が敷設され、16時25分にはラング集団から最初の完全な大隊が送り込まれた。この直後、シェーラー将軍と第39装甲軍団長ハンス＝ユルゲン・フォン・アルニム装甲兵大将および第16軍司令官エルンスト・ブッシュ上級大将との連絡が確立されるも、依然としてホルムを巡る攻防戦は続いた。5月18日には赤軍が市街南東部から撤退し、1942年6月8日にはドイツ軍によって市街北東部が完全に制圧され、5か月に渡るホルムの戦いは終結した。その後もホルムはドイツの占領下に置かれていたが、1944年2月21日には赤軍の大攻勢（トロペツ＝ホルム作戦）に晒され、戦火を交えることなくして武装解除された。ホルムを巡る戦いに参加したドイツ軍人および軍属・民間人のうち、およそ1,550人が戦死し、またおよそ2,200人が傷病兵となった。一方、ソ連側については動員数が記録されているのみで、明確な被害規模に関する資料は残されていない。

## その後

### ドイツ

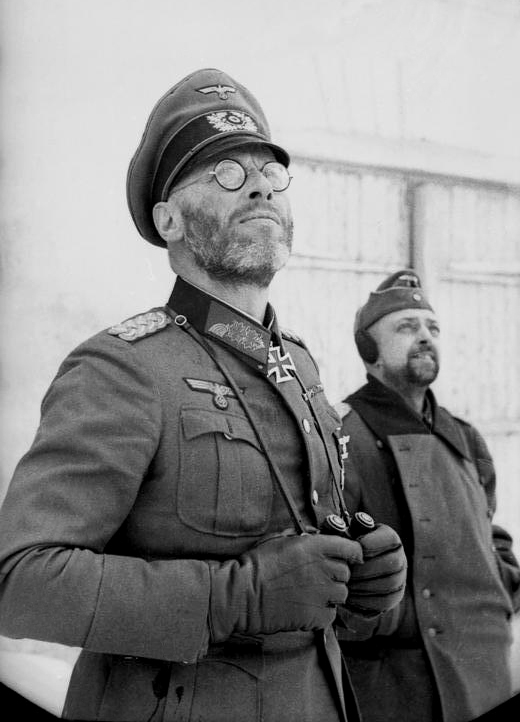
包囲下のホルムにて騎士鉄十字章を佩用するテオドール・シェーラー少将

戦闘が行われている頃、ドイツ国民にはホルムの戦いについて知らされていなかった。国防軍軍報では、次のように簡潔な言葉で触れられている程度である。
東部戦線北方にて進出していた我が軍部隊が優勢な敵軍に対し抗戦し、勝利した。
1942年3月、シェーラー将軍に対して2月21日付で騎士鉄十字章が授与された旨が発表されたものの、具体的な状況は明らかにされなかった。
テオドール・シェーラー少将は、少数の友軍を率い、1月末から赤軍の大攻勢下にある大きな町の防衛に当たっている。彼は負傷したがその力は衰えることを知らず、勇猛果敢に全力で任務に当たり、1週間の防衛に成功した。またここに展開していた大規模な敵勢力は、戦線全体にとっても注意するべき存在として知られている。
5月6日、シェーラー戦闘団が包囲の突破に成功した後、国防軍軍報ではこの戦いに触れて次のように報じた。
東部戦線北方に展開するドイツ軍占領地域では、ある重要な拠点が敵の計画的な攻撃の元に包囲された。この拠点の司令官であるシェーラー将軍は1942年1月以降、類稀なる勇気の元に優勢なる敵軍の激しい攻撃に耐え続けた。
ホルムの戦いは終結後も数か月にわたって宣伝目的に利用された。参加した兵士にはホルム盾章が与えられ、シェーラー将軍の騎士鉄十字章には柏葉が付された。さらに国防軍の機関紙である「Die Wehrmacht」誌では複数の戦闘参加者に対するインタビューを行い、多くの記事が掲載された。これには包囲から脱出までの間におよそ2500枚の写真を撮影した戦時報道隊員リヒャルト・ムックによる画報「Kampfgruppe Scherer - 105 Tage eingeschlossen」も含まれる。
守備隊の主力を担い、最終的に105人の戦死者を出した第65予備警察大隊(Reserve-Polizei-Bataillons 65)では、ホルムにおける活躍と貢献を讃えられ、以後は第65予備警察大隊「ホルム」(Reserve-Polizei-Bataillon 65 „Cholm“)と呼ばれるようになった。
1944年にはオットー・カルステンによってホルムの戦いを扱った「Schriftenreihe zur Truppenbetreuung」が書かれた。この本は明らかに軍人の読者を意識した内容で、例えば「Heldenkampf der Gruppe Scherer(シェーラー戦闘団の英雄)」という記事がある 。
戦後、ホルムの戦いはドイツの歴史学研究者らによって第二次世界大戦の重要な包囲戦の1つとして言及されるが、科学的研究に関しては未だにほとんど手がつけられていない。この戦いが宣伝戦の材料として消費される過程で、戦闘日誌に含まれるはずの正確な地図や命令の記録などが失われてしまったのである。近年になっても研究の関心は強く、2005年4月にはアメリカの歴史学者ディルク・ブルクドルフが公的な調査に乗り出した。

### ソ連

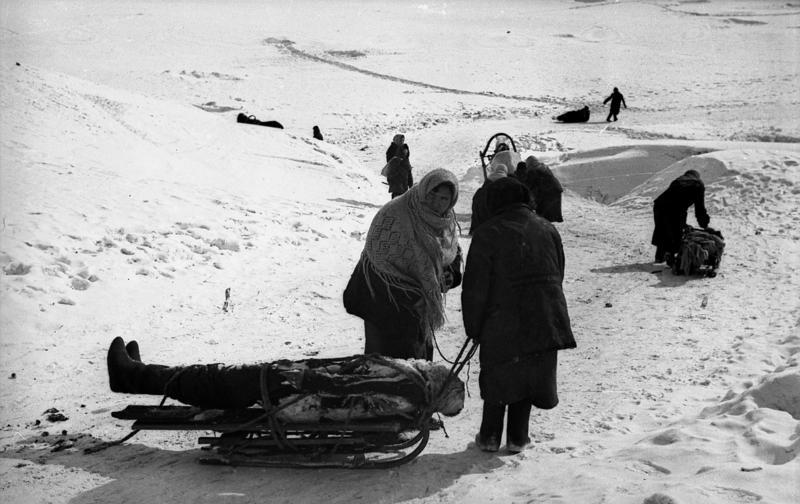
凍りついた死体をソリで運ぶロシア人女性

ドイツ側以上に確認が困難なのは、戦時中のソビエト連邦による報道及び記録である。ソ連当局による各種の記録では、当時のホルムの戦いに関する言及は今まで見つかっていない。赤軍が記録した当局の公的な歴史記録「大祖国戦争」では、ホルム周辺にドイツの第218歩兵師団が展開していた旨が簡潔に記されているのみで、同師団の一部が包囲されていたことや、ホルムを巡る戦いに関しては一切触れられていない。またソ連当局が公表している赤軍の作戦地図では、前線は常にホルムの東側にあり、あたかもホルムが一度も攻勢を受けなかったように扱われている。1980年にソ連国内向けに刊行された「ソ連邦軍事大辞典」(Советская Военная Энциклопедия)では、1942年1月18日にホルムに対してパルチザンが攻撃を行った旨が簡潔に説明されているが、数時間後にパルチザンが撤退した事には触れられていない。さらに、あたかも少数のパルチザンがドイツ軍に大損害を与えたかのような記述もある。この内容はパルチザン旅団を率いたとされるアレクセイ・アスモロフ元少将が証言した内容に基づくという。
ペレストロイカが始まると、かつて第3打撃軍作戦部長を務めたG.G.セミョーノフ元中将がホルム周辺の戦闘に関する内容を含む回顧録を出版した。これはこの戦いに関して両軍に大きな損失をもたらしたことが強調されているが、詳細な情報は記されていない。ソビエト連邦の崩壊後の情報公開により、ホルムの戦いに関するものを含む第二次世界大戦時の赤軍の作戦行動の詳細が明らかになりつつある。
その他、ホルムの市民に関する被害などはほとんど知られていない。

### 一次文献
- Otto Karsten: Cholm, 1944 (= Schriftenreihe zur Truppenbetreuung, Bd.55).
- Kurt Mehner (Hrsg.): Die geheimen Tagesberichte der deutschen Wehrmachtführung im Zweiten Weltkrieg 1939–1945, Bd. 4, Biblio-Verlag, Osnabrück 1992. ISBN 3-7648-1284-2.
- Richard Muck: Kampfgruppe Scherer - 105 Tage eingeschlossen, Originalausgabe: Gerhard Stalling, Oldenburg 1943. Neuauflage: Arndt, Kiel 2007. ISBN 978-3-88741-091-9
- Günter Wegmann: "Das Oberkommando der Wehrmacht gibt bekannt …" Der deutsche Wehrmachtbericht, Bd. 2, Biblio-Verlag, Osnabrück 1982. ISBN 3-7648-1282-6
- Percy E. Schramm (Hrsg.): Kriegstagebuch des Oberkommandos der Wehrmacht, Bechtermünz, Augsburg 2002. ISBN 3-8289-0525-0
- Oskar Perro: Fortress Cholm, Kurland Publ., Toronto 1992.
- Г. Г. Семёнов: Наступает ударная, Воениздат, Москва 1986.

### 二次文献
- Александр Заблотский/ Роман Ларинцев: Демянск - Предтеча сталинграда, in: Авиамастер 1 (2004) (Online-Version)
- А. Н. Асмолов: За линией фронта, in: Autorenkollektiv: На Северо-Западном фронте, Москва 1969, S. 269–288. (Online-Version)
- В. В. Бешанов: Год 1942, Harvest Publ., Минск 2002. (Online-Version)
- А. Исаев: Краткий курс истории ВОВ - Наступление маршала Шапошникова, Яуза Эксмо, Москва 2005. ISBN 5-699-10769-X. (Online-Version)
- Ernst Klink: Heer und Kriegsmarine. In: ISBN 3421060983
- В. А. Пережогин: Холм. In: Советская Военная Энциклопедия, Bd.8, Москва 1980, S. 384.
- Битва под Москвой - Хроника, Факты, Люди, Olma-Press, Москва 2002.